# Alsophila hotteana
Alsophila hotteana là một loài thực vật có mạch trong họ Cyatheaceae. Loài này được (C. Chr. & Ekman) R.M. Tryon mô tả khoa học đầu tiên năm 1970.